# Yūsui
Yūsui (jap. 湧水町 Yūsui-chō) – miasto w Japonii, na wyspie Kiusiu, w prefekturze Kagoshima. Według danych na rok 2020 miejscowość zamieszkiwało 9 119 mieszkańców , a gęstość zaludnienia wyniosła 63,2 os./km².